# Hidnovîci, Mostîska
Hidnovîci (în ucraineană Хідновичі) este localitatea de reședință a comunei Hidnovîci din raionul Mostîska, regiunea Liov, Ucraina.

## Demografie
Componența lingvistică a localității Hidnovîci
     Ucraineană (99,53%)
     Alte limbi (0,23%)
Conform recensământului din 2001, majoritatea populației localității Hidnovîci era vorbitoare de ucraineană (99,53%), existând în minoritate și vorbitori de alte limbi.